# 20962 Michizane
20962 Michizane este o planetă minoră (asteroid), cu un diametru de 4,538 km, din centura de asteroizi. A fost descoperită pe 12 martie 1977 la Kiso Observatory⁠(d) de Hiroki Kosai⁠(d) și a fost numită după Sugawara no Michizane⁠(d). 
Obiectul prezintă o orbită caracterizată de o semiaxă mare de 2,6185416 UAi, o excentricitate de 0,12, o înclinație de 12,85318 ° în raport cu ecliptica.